# Велунд
Велунд или Вёлунд (Вёлюнд) (др.-англ. Wēland) — легендарный персонаж, бог-кузнец в германской и затем скандинавской мифологии. Мифы о Велунде наиболее ясно изложены в древнескандинавских литературных источниках, таких как «Песнь о Вёлунде» из «Старшей Эдды» и «Саге о Тидреке Бернском». В них Велунд — кузнец, порабощённый королём. По сюжету он мстит, убивая сыновей короля, а затем сбегает, создав крылатый плащ. Есть и другие источники, явно ссылающиеся на подобную историю, в первую очередь это древнеанглийское стихотворение «Деор», а также резьба на старофранцузской костяной шкатулке, называемой «Ларец Фрэнкса».
Велунд также кратко упоминается в некоторых других древнеанглийских сагах, таких как «Вальдере» и «Беовульф» как создатель оружия и доспехов, а также в немецких стихах об упомянутом Дитрихе Бернском.

## Мифология

### Германо-скандинавская мифология
У Вёлунда, князя альвов, сына конунга финнов, было два брата — Эгиль (Egil) и Слагфид (Slagfiðr). По одной из версий мифа эти три брата жили с тремя валькириями, которых звали Эльрун (Ölrún), Альвитр (Alvitr) и Сванхвит (Svanhvít). Через девять лет девы покинули своих возлюбленных. Два брата Веланда последовали за ними, после чего не вернулись. По другой версии мифа, Веланд женился на лебединой деве Хервёр Чудесной (Hervör), которая родила ему сына Хейме, а затем покинула его. По обеим версиям его возлюбленные оставляли ему кольцо.
Затем, пока он спал, его пленил конунг Нидуд (Nidud), владыка Ньяров. Он изувечил его, сделав хромым, и заточил на острове Севарстёд (Sævarstöð). Там его заставляли ковать для короля различные предметы. Кольцо его жены отдали королевской дочери Бёдвильд (Bodvild), сам же король носил его меч. Чтобы отомстить, Веланд убил сыновей короля, когда они его тайком посетили, изготовил из их черепов кубки, из глаз — драгоценности, а из зубов — броши. Кубки он отослал королю, драгоценности — королеве, а брошь — принцессе. Когда королевская дочь принесла ему для починки своё кольцо, он изнасиловал её, зачав сына, а затем сбежал с помощью специально сконструированного плаща.

### Английская мифология
Англичане связывают Велунда с погребальным курганом в Оксфордшире (исторически в Беркшире), так называемым «Вейленд-Смити», Wayland’s Smithy («Кузница Вейланда»). Эта достопримечательность была окрещена так саксами, но сам курган — мегалитический, то есть относится к гораздо более раннему периоду. Благодаря этой ассоциации в народном сознании существовало поверье, что если оставить на ночь рядом с курганом коня и серебряную монетку, наутро он окажется подкованным.
Веланд — знаменитый кузнец. В ответвлениях мифа ему приписывалось и создание меча короля Артура — Экскалибура, и мечей Зигфрида, Беовульфа, возможно, других персонажей. То есть имя Веланда становилось гарантом качества изготовленного оружия. Своему мастерству он учился у кузнеца-наставника Мимира и гномов с горы Каллав. Личное имя одного из созданных им мечей — Мимунг.

## Новое Время

### Метаморфоза образа
После того, как язычество было вытеснено христианством, Велунд, как и многие другие языческие персонажи, приобретает черты отрицательного божества, превратившись в дьявола или же его ближайшего приспешника. Велунд-дьявол христианского времени обладал такими чертами как необъяснимое могущество и власть над огнём. С распространением христианства в Европе образ Велунда претерпел те же изменения, что и многие другие боги языческого пантеона, превратившись из божественного персонажа в демонический.
Превращение его именно в чёрта, а не в какую-нибудь фигуру, более нейтральную, связано с тем, что в северной мифологии Велунд был именно кузнецом. Кузнец — профессия архетипическая. В древности кузнецы часто считались шаманами, позже — колдунами, связанными с дьяволом, темными силами. Они владели тайными знаниями, вызывали страх у окружающих. Дополнительная черта: в «Старшей Эдде» Велунд — князь альвов, народа эльфов, отношение к которым в христианском мире также было подозрительным.
Гёте при создании своей трагедии «Фауст» использовал старинную немецкую средневековую легенду о докторе Фаустусе, продавшем душу дьяволу. Чёрт выступает под именем «Мефистофель». Но в одной из сцен Мефистофель представляется Воландом, откуда это имя и перекочевало в булгаковский роман.
У Гёте это имя упоминается лишь однажды и в русских переводах обычно опускается. Мефистофель так называет себя в сцене Вальпургиевой ночи, требуя от нечисти дать дорогу: «Дворянин Воланд идёт!» («Junker Voland kommt!»). (См. подстрочный прозаический перевод А. Соколовского (1902).)
В «Сказках Старой Англии» Редьярда Киплинга присутствует рассказ «Меч Виланда», где Киплинг возвращается к классическому скандинавскому образу Велунда. Шекспировский эльф Пак рассказывает, как грозный вновь прибывший на острова бог Виланд становится мелким английским божком Вейландом. В конце концов Виланд вынужден работать кузнецом у дороги, подковывая лошадей смертным людям. В этом эпизоде используется легенда о кургане Вейленд-Смити.

### Булгаковский дьявол
Булгаков использует употреблённое Гёте немецкое имя для своего персонажа, награждая им классического европейского Сатану. При создании образа князя тьмы М. А. Булгаков ориентировался на классическую немецкую традицию, в том числе и в произношении имени. Атрибутика его Воланда складывалась, помимо всего прочего, под влиянием Мефистофеля из трагедии И. Гёте «Фауст» и основанной на ней одноименной оперы Ш. Гуно. Описание Воланда: «… ни на какую ногу описываемый не хромал, и росту был не маленького и не громадного, а просто высокого. Что касается зубов, то с левой стороны у него были платиновые коронки, а с правой — золотые. Он был в дорогом сером костюме, в заграничных, в цвет костюма, туфлях. Серый берет он лихо заломил на ухо, под мышкой нес трость с чёрным набалдашником в виде головы пуделя. По виду —— лет сорока с лишним. Рот какой-то кривой. Выбрит гладко. Брюнет. Правый глаз чёрный, левый почему-то зелёный. Брови чёрные, но одна выше другой.»
В комментарии переводчик следующим образом разъяснил немецкую фразу «Junker Voland kommt»: «Юнкер значит знатная особа (дворянин), а Воланд было одно из имен чёрта. Основное слово Faland (что значило обманщик, лукавый) употреблялось уже старинными писателями в смысле чёрта».
Булгаков использовал и это последнее имя: после сеанса чёрной магии служащие Театра Варьете пытаются вспомнить имя мага: — «Во… Кажись, Воланд. А может быть, и не Воланд? Может быть, Фаланд».
В редакции романа «Мастер и Маргарита» 1929—1930 гг. имя Воланд воспроизводилось полностью латиницей на его визитной карточке: «D-r Theodor Voland». В окончательном тексте Булгаков от латиницы отказался: Иван Бездомный на Патриарших запоминает только начальную букву фамилии — W («дубль-ве»).
Такая замена оригинального V («фау») неслучайна. Немецкое «Voland» произносится как Фоланд, а по-русски начальное «эф» в таком сочетании создаёт комический эффект, да и выговаривается с трудом. Мало подходил бы здесь и немецкий «Faland». С русским произношением — Фаланд —— дело обстояло лучше, но возникала неуместная ассоциация со словом «фал» (им обозначается верёвка, которой поднимают на судах паруса и реи) и некоторыми его жаргонными производными. К тому же Фаланд в поэме Гёте не встречался, а Булгакову хотелось именно с «Фаустом» связать своего сатану, пусть даже наречённого именем, не слишком известным русской публике. Редкое имя нужно было для того, чтобы не искушённый в демонологии рядовой читатель не сразу бы догадался, кто такой Воланд.

## В современной культуре
- Компания Weyland-Yutani — мегакорпорация в серии фантастических фильмов «Чужой». Основатель компании — Чарльз Бишоп Вейланд.
- Упоминается в романе Нила Геймана «Звёздная пыль».
- Велунд — название луны, место действия одного из романов Пола Андерсона.
- Виланд — одно из имён бога-кузнеца Иль-Маринена в книге Роберта Говарда «Мечи Пурпурного царства»
- Велунд-кузнец — один из второстепенных героев серии комиксов «Fables».
- Волунд-кузнец — главный герой технической демо-версии «Blacksmith» игрового движка Unity.
- Сабик Вёлунд — один из героев цикла книг «Ересь Хоруса» по вселенной Warhammer 40,000.
- Волюнд — герой повести Марии Семёновой «Хромой кузнец». Сюжет повести основан на «Песне о Вёлунде», но события изложены в реалистическом ключе; кроме того, здесь Волюнд не убивает сыновей конунга Нидуда и не насилует его дочь.